# José Puente
José Silvano Puente Larrosa (Montevideo, 10 aprile 1968) è un ex calciatore uruguaiano, di ruolo difensore.